# Foranderlig blåfugl
Foranderlig blåfugl (Plebejus idas) er en sommerfugl i blåfuglefamilien. Den er udbredt i store dele af Europa, Asien og Nordamerika. Den kan i Danmark ses på heder og i højmoser i det meste af Jylland, på Bornholm og på Nordsjællands kyst. Den har tidligere været udbredt på Lolland-Falster, Fyn, Midtsjælland og Østjylland, hvorfra den nu er forsvundet. Til forskel fra den lignende argusblåfugl findes foranderlig blåfugl også på steder med høj lyng. Sommerfuglen har et tæt forhold til myrer.
Arten blev første gang videnskabeligt beskrevet af Carl von Linné i 1761.

## Udseende
Foranderlig blåfugl har smallere sort søm, men ligner ellers både argusblåfugl og astragelblåfugl (Plebejus argyrognomon), der dog ikke findes i Danmark. Hunnens overside varierer fra brun til mere eller mindre blå, men er i Danmark oftest brun med blåt rodfelt og orange pletter i sømfeltet.

## Livscyklus
Foranderlig blåfugl er i Danmark på vingerne fra juli til august. Ægget overvintrer og klækker i april. Larven lever på planter af hedelyng og ærteblomstrede. Den ses ofte omgivet af myrer fra slægten Formica. Puppen er som hos argusblåfugl fundet i myrereder.

## Larvens foderplanter
Foranderlig blåfugls larve er i Danmark fundet på hedelyng, almindelig kællingetand, visse og andre ærteblomsterede.